# Gran Premi d'Espanya del 1970
Resultats del Gran Premi d'Espanya de la temporada 1970 disputat al circuit del Jarama el 19 d'abril del 1970.

## Classificació
| Pos | No | Pilot                | Equip                | Voltes | Temps/ Retirada | Pos. de sortida | Punts |
| --- | -- | -------------------- | -------------------- | ------ | --------------- | --------------- | ----- |
| 1   | 1  | Jackie Stewart       | March - Ford         | 90     | 2h 10' 58. 2    | 3               | 9     |
| 2   | 11 | Bruce McLaren        | McLaren - Ford       | 89     | + 1 Volta       | 11              | 6     |
| 3   | 18 | Mario Andretti       | March - Ford         | 89     | + 1 Volta       | 16              | 4     |
| 4   | 6  | Graham Hill          | Lotus - Ford         | 89     | + 1 Volta       | 15              | 3     |
| 5   | 16 | Johnny Servoz-Gavin  | March - Ford         | 88     | + 2 Voltes      | 14              | 2     |
| Ret | 8  | John Surtees         | McLaren - Ford       | 76     | Caixa canvi     | 12              |       |
| Ret | 7  | Jack Brabham         | Brabham - Ford       | 61     | Motor           | 1               |       |
| Ret | 24 | Rolf Stommelen       | Brabham - Ford       | 43     | Motor           | 17              |       |
| Ret | 22 | Henri Pescarolo      | Matra                | 33     | Motor           | 9               |       |
| Ret | 4  | Jean-Pierre Beltoise | Matra                | 31     | Motor           | 4               |       |
| Ret | 5  | Denny Hulme          | McLaren - Ford       | 10     | Encesa          | 2               |       |
| Ret | 9  | Chris Amon           | March - Ford         | 10     | Motor           | 6               |       |
| Ret | 3  | Jochen Rindt         | Lotus - Ford         | 9      | Encesa          | 8               |       |
| WD  | 10 | Pedro Rodríguez      | BRM                  | 4      | Abandonament    | 5               |       |
| Ret | 2  | Jacky Ickx           | Ferrari              | 0      | Accident        | 7               |       |
| Ret | 15 | Jackie Oliver        | BRM                  | 0      | Accident        | 10              |       |
| NVS | 12 | Piers Courage        | De Tomaso - Ford     | 0      | No va sortir    | 13              |       |
| NVQ | 20 | Andrea de Adamich    | McLaren - Alfa Romeo |        | No classificat  |                 |       |
| NVQ | 19 | John Miles           | Lotus - Ford         |        | No classificat  |                 |       |
| NVQ | 14 | Jo Siffert           | March - Ford         |        | No classificat  |                 |       |
| NVQ | 21 | George Eaton         | BRM                  |        | No classificat  |                 |       |
| NVQ | 23 | Àlex Soler-Roig      | Lotus - Ford         |        | No classificat  |                 |       |

## Altres
- Pole: Jack Brabham 1' 23. 90

- Volta ràpida: Jack Brabham 1' 24. 3 (a la volta 19)